# Snözon
Boverket delar in Sverige i olika snözoner beroende på hur stor sannolikheten är för att marken i zonen utsätts för en viss snölast.
Snözonerna numreras 1 - 1,5 - 2 - 2,5 - 3 - 3,5 - 4,5 - 5,5.
Siffrorna anger den tyngd i kN/m2 som med 98% sannolikhet inte överskrids under ett år inom zonen.
Informationen om vilken zon man befinner sig i kan till exempel användas för dimensionering av byggnader.
Som exempel kan nämnas att Sveriges nordligaste kommun Kiruna har snözon 2,5-4,5, där det högsta värdet i intervallet används ovan och nära trädgränsen. Sveriges sydligaste kommun Trelleborg är i snözon 1,0.